# Leadtek
Leadtek este o companie taiwaneză, înființată în anul 1986, care produce plăci grafice, tunere TV, camere web și de supraveghere, sisteme GPS. 

## Istorie
Leadtek a fost înființată pe 24 octombrie 1986 de către K. S. Lu , care este până astăzi Președintele companiei. Încă de la început Leadtek s-a axat în principal pe segmenul de cercetare și dezvoltare pentru a scoate pe piață soluții noi atât în ceea ce privește plăcile de bază, cât și plăcile video. Primele produse comercializate au fost plăcile video EGA și plăcile de bază în format AT. Plăcile video au primit numele generic de WinFast, iar până în 1990 Leadtek era deja cunoscută pentru seria WinFast care o va consacra din acest moment pe piața soluțiilor grafice pentru PC-uri. 
La jumătatea anilor '90 Leadtek a scos pe piață primele serii de tunere TV, precum TV Plus 300 sau Smart TV, primul tuner standalone, și plăci de captură, precum VmatePro. În anul 1994 Leadtek începe să dezvolte, alături de Ministerul taiwanez al Economiei, prima sa placă grafică 3D, cu mult înaintea competiției. De asemenea, în 1998 intră și pe piața navigatoarelor auto GPS. 
În anul 1999 Leadtek este listată la bursă, după ce începând cu 1996 implementase un nou sistem de control care să îndeplinească standardele ISO9001. Leadtek a fost de altfel primul producător taiwanez de plăci grafice care să fie listat la bursă  . La începutul anilor 2000, Leadtek a sistat să mai producă plăci de bază, concentrându-se asupra dezvoltării soluțiilor grafice, a tunerelor TV și a sistemelor GPS. 
Datorită relației speciale pe care o are cu NVIDIA (Leadtek este partener unic al NVIDIA in sud-estul Asiei), producătorul taiwanez a reușit mereu să fie cu un pas înaintea competiției, mai ales datorită faptului că deține monopolul folosirii chipurilor NVIDIA în zona cea mai activă a lumii în ceea ce privește producția de electronice. 
Produsele pentru care Leadtek a devenit cel mai cunoscut, fiind lider de piață, sunt tunerele TV. Seria de tunere s-a lărgit extrem de mult începând cu finalul anilor '90. Leadtek produce tunere interne și externe, cu sau fără procesare hardware, compatibile cu semnal analog și/sau digital, și tunere standalone, care pot funcționa fără a fi conectate la unitatea centrală. 
În prezent compania Leadtek este împărțită în trei divizii: Computer Product Business Unit, care produce tunerele TV si plăcile video, divizia Wireless Communication care este axată pe module GPS si receivere și divizia Audio/ Video, care produce camere IP și Video Telefoane . 

## Leadtek în România
Leadtek este prezent pe piața românească din anul 2000 cu majoritatea produselor sale: plăci video, tunere TV, camere web. Pentru că deține cea mai importantă cotă de piață pentru tunerele TV în România, Leadtek oferă pentru țara noastră suport tehnic printr-un site dedicat . De asemenea a înființat și un club special pentru deținătorii de tunere Leadtek. 

## Produse disponibile în România
- Placi video:
  - WinFast PX8400GS
  - WinFast PX8500GT
  - WinFast PX8600GT
  - WinFast PX8600GTS
  - WinFast PX8800GT
  - WinFast PX8800GTS
  - WinFast PX9600GT
  - WinFast PX9800GTX
  - WinFast PX9800GX2

- Tunere TV:
  - TV 2000XP
  - PVR2100
  - PVR3000
  - PXDVR3200
  - DTV Dongle H
  - DTV 200 H
  - TV Pro II

- Camere web:
  - ICAM 100M
  - ICAM 200MA